# Aartsbisdom Songea

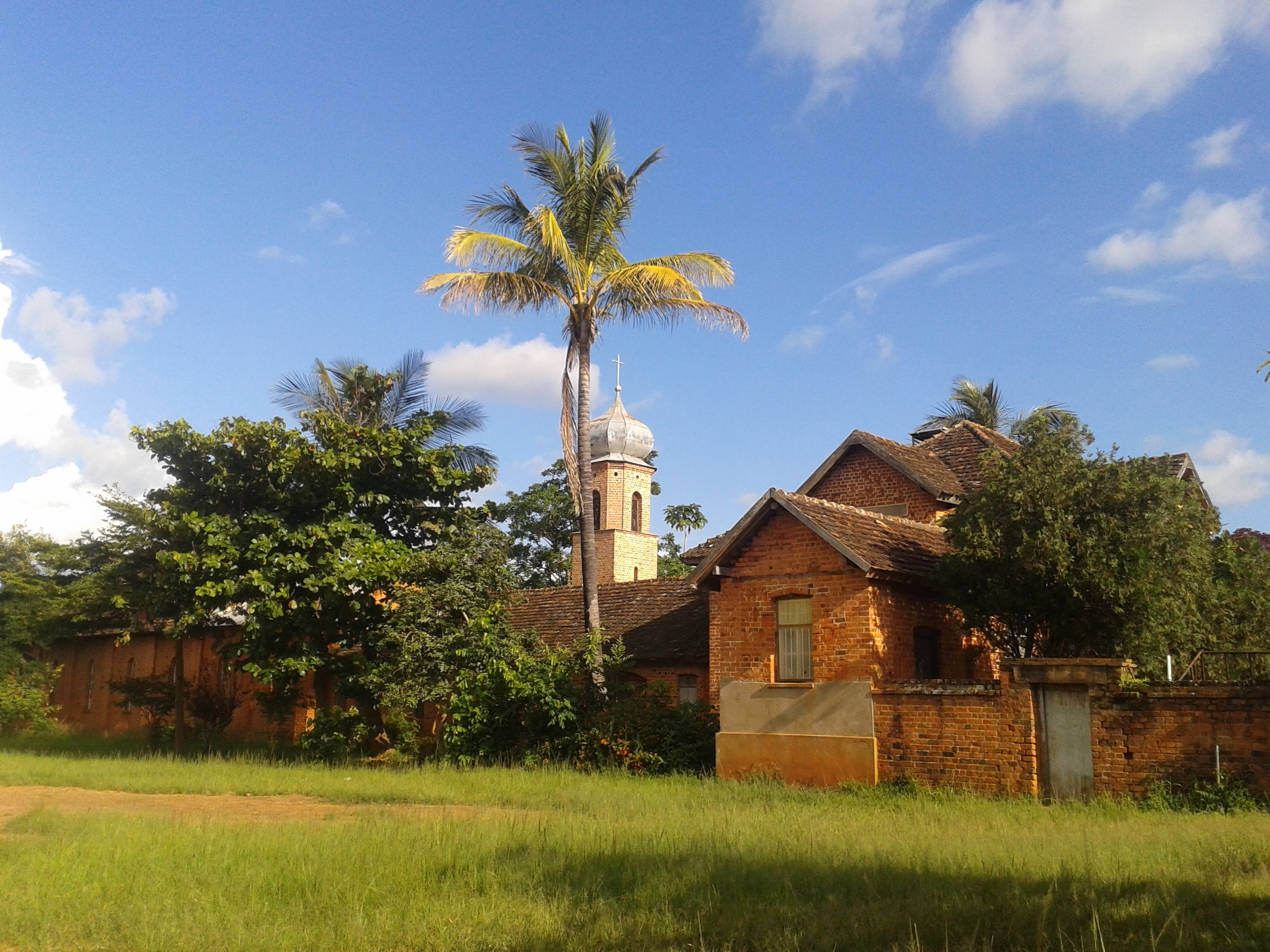
Katholieke missiepost in Mahanje

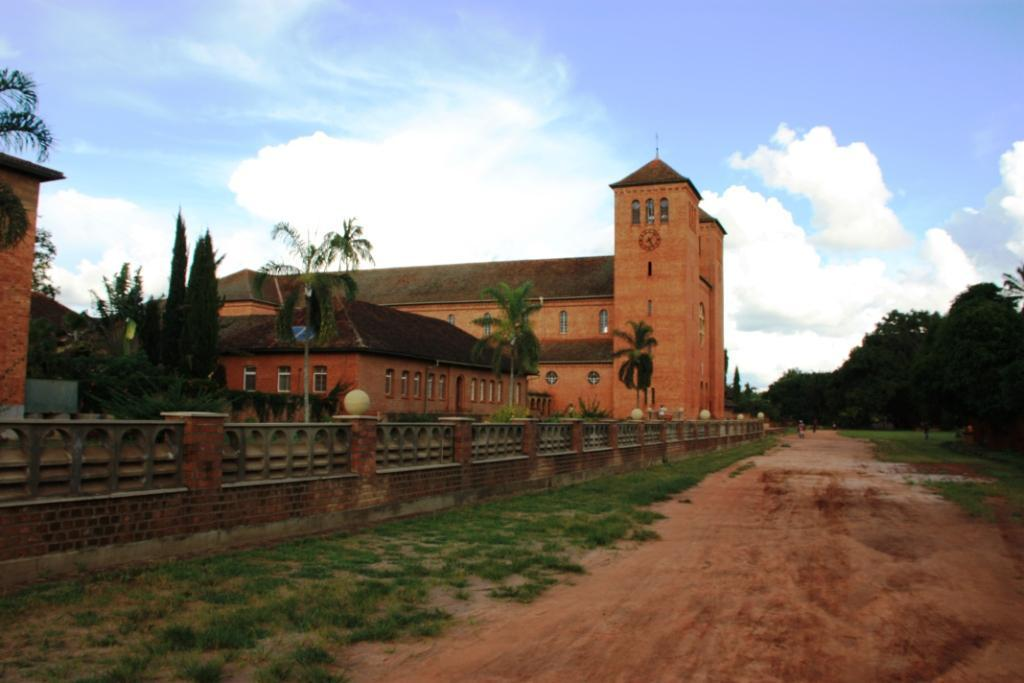
Benedictijner Abdij van Peramiho

Het aartsbisdom Songea (Latijn: Archidioecesis Songeana) is een rooms-katholiek aartsbisdom met als zetel Songea in Tanzania.
In 1969 werd het bisdom Songea opgericht. James Joseph Komba werd de eerste bisschop. In 1987 werd Songea een aartsbisdom. 
Songea heeft vijf suffragane bisdommen:
- Bisdom Lindi
- Bisdom Mbinga
- Bisdom Mtwara
- Bisdom Njombe
- Bisdom Tunduru-Masasi

In 2017 telde het aartsbisdom 32 parochies. Het bisdom heeft een oppervlakte van 38.600 km² en telde in 2017 579.300 inwoners waarvan 54,2% rooms-katholiek was. 

## (Aarts)bisschoppen
- James Joseph Komba (1969-1992)
- Norbert Wendelin Mtega (1992-2013)
- Damian Denis Dallu (2014-)